# Hydrobiosella arcuata
Hydrobiosella arcuata là một loài Trichoptera trong họ Philopotamidae. Chúng phân bố ở miền Australasia.